# 디트로이트 영화 비평가 협회
디트로이트 영화 비평가 협회(-映畫批評家協會, 영어: Detroit Film Critics Society)는 미국 미시간주 디트로이트의 영화 평론가 조직이다.